# Arhodia semirosea
Arhodia semirosea là một loài bướm đêm trong họ Geometridae.